# 91 Водолея A b
91 Водолея А b — экзопланета, которая обращается вокруг главного компонента тройной системы 91 Aqr, звезды 91 Водолея А. Находится на расстоянии примерно 150 световых лет от Солнечной системы.

## Характеристики
Планета представляет собой горячий юпитер, обращающийся вокруг оранжевого гиганта спектрального класса K0 III, звезды, которая сошла с главной последовательности и находится на заключительном этапе своей эволюции. Масса планеты превышает юпитерианскую в 2,9 раз. Объект находится на среднем расстоянии около 0,3 а.е от родительской звезды и совершает полный оборот за 182 земных дня. Открытие было совершено методом Доплера.